# رانيا سليم الحاج
رانيا سليم الحاج (بالإنجليزية: Rania Salim Al Hajj)‏ هي كاتبة وروائية لبنانية، تحمل رانيا شهادة في التعليم الإبتدائي و إجازة في التعليم من الجامعة الأمريكية في بيروت ولها خبرة عميقة في مجال التعليم.

## الحياة العملية
من العام 1996 وحتى العام 2003، شغرت وظائف عدة في مدارس بيروت الأرثوذكسية، ومن بينها مديرة مدرسة ومديرة تعليم ما قبل المدرسي ومديرة مكتب التدريب والتطوير ومجيرة التعليم الخاص ورئيسة عدد من الإدارات في المدرسة إضافة إلى كونها مدرسة لمرحلة الابتدائية. وفي العام 2010 أصبحت ولا تزال مدربة في مركز التعليم المتواصل في جامعة هاجازيان في بيروت. كما تعمل منذ العام 2013 مستشارة تربوية في برنامج «دراستي» لتطوير المدارس الحكومية في لبنان بالتعاون مع الهيئة الأمريكية للتربية والتدريب في الشرق الأوسط. شاركت في كتابة عدد من القصص وفي أنشطة موجهة للأطفال بالعربية والإنكليزية مع عدد من دور النشر.

## مؤلفاتها
- عندما تختفي بسمتي.[4]
- أنزعج كثيرًا.[5]
- الحيوانات أيضًا تَنام.[6]
- كم أشعر بالملل.[7]
- كم أنا جائع.[8]
- كم أنا عطشان.
- أيام الأسبوع.[9]
- لماذا يا مازن؟.[10]
- قصة صياد.[11]
- جيهان والغيمة.[12]